# Anthyllis hamosa
Anthyllis hamosa — вид квіткових рослин родини бобові (Fabaceae).

## Опис
Густа однорічна трава. Висхідна, має міцне волохате стебло, (5)20–50(75) см. Верхні листки містять до 13 лінійно-ланцетних листочків. Клубочок з 12–20(25) квіток. Квіти до 13 мм, сидячі. Віночок жовтий. Фрукти голі. Насіння 1–1.5 × (2)2.5–3 мм, ниркоподібне, коричневе.

## Поширення, екологія
Поширення: південь Піренейського півострова, північний захід Африки. Росте на піщаних ґрунтах. Населяє прибережні піщані дюни, луки; 0-400 м. Цвіте і плодоносить з квітня по червень.